# Beckville
Beckville is een plaats (city) in de Amerikaanse staat Texas, en valt bestuurlijk gezien onder Panola County.

## Demografie
Bij de volkstelling in 2000 werd het aantal inwoners vastgesteld op 752.
In 2006 is het aantal inwoners door het United States Census Bureau geschat op 760, een stijging van 8 (1,1%).

## Geografie
Volgens het United States Census Bureau beslaat de plaats een oppervlakte van
3,1 km², geheel bestaande uit land. Beckville ligt op ongeveer 88 m boven zeeniveau.

## Plaatsen in de nabije omgeving
De onderstaande figuur toont nabijgelegen plaatsen in een straal van 32 km rond Beckville.